# Infamous (videohra)
Infamous (stylizováno jako inFAMOUS) je akční adventura vyvinutá společností Sucker Punch Productions a publikovaná společností Sony Computer Entertaiment pro PlayStation 3. Hra byla publikována v březnu roku 2009.

## Hratelnost
Hra je z pohledu třetí osoby odehrávající se v otevřeném světě města Empire City. Hráč ovládá a používá elektrické síly pro boj, obranu nebo pustošení města.
Aby mohl Cole využít svých schopností, musí mít na elektrickém displeji hráče uloženou elektrickou energii, reprezentovanou na HUD. Hráč může dobíjet energii z napájených zdrojů nebo od živých bytostí; dobíjení také obnoví Coleovo zdraví, které je indikováno stříkáním krve na obrazovku. Čím více poškození Cole utrpí, tím více krve pokrývá obrazovku. Když je Coleovo zdraví na kritické úrovni, obrazovka se změní na černobílou, a pokud Cole získá o trochu víc poškození, bude slyšet tlukot srdce. Čím víc poškození Cole utrpí, tím pomalejší. Pokud utrpí ještě další, poškození Colea zabije a on se objeví s nejbližší klinice. Pokud hráč zůstane mimo boj dostatečně dlouho, Coleovo zdraví se časem regeneruje.
Kvůli elektřině nemůže Cole používat vozidla, používat zbraně nebo plavat. Cole může snadno vyšplhat na budovy a další stavby a může spadnout z velké výšky bez poškození. V průběhu hry získává mnoho sil. Růst těchto sil je ovlivněn současnou Coleovou úrovní karmy.
Normální mise příběhu mohou také změnit úroveň karmy. Během hry se hráč setká s Karma Momenty, když se akce zastaví a hráč je prostřednictvím monologu od Colea informován o dvou akcích, které lze provést, vždy dobrá a špatná volba. Ve hře je také několik vedlejších misí Good / Evil; splnění jedné zamkne druhou misi. Kromě změny vzhledu Colea a určitých aspektů příběhu hry karma také ovlivňuje chování občanů Empire City.

### Herní mapa
Empire City je postaveno na třech ostrovech; na každém z nich se rozkládá jeden okres. Existují celkově tři - The Neon je obchodní část města, The Warren je průmyslová a zároveň nejchudší čtvrť Empire City a Historic District, které je kulturním centrem města. Nejdříve je hráčovi k dispozici pouze jeden okres (The Neon), ale plněním příběhových misí se může dostat do zbytku města. Každý okres ovládá jeden gang: The Neon je řízen Sashou a Reapery, The Warren je řízen Aldenem a Dust Meny a Historic District je řízen Kesslerem. Každý okres je rozdělen na několik sektorů. Jakmile jsou splněny určité podmínky, může hráč v každém sektoru plnit vedlejší mise. Splnění dobrých vedlejších misí může osvobodit sektor od kontroly gangů a omezit jejich výskyt. Jiné vedlejší mise mohou také odemknout kliniky, kde se Cole probudí, pokud zemře. Po městě jsou roztroušeny stovky „Blast Shards“, které Cole může sbírat, aby si zvýšil kapacitu elektřiny, kterou může uložit. K dispozici je 32 "dead drops", které pomáhají odhalit detaily příběhu i události, které byly před dějem hry.

## O hře

### Zasazení
InFamous se odehrává v Empire City, smyšlené metropoli založené na New Yorku, sestávající z několika okresů. Každý okres má vlakový systém a samostatnou rozvodnou síť. Předpoklad hry je postaven na částečném zničení historického okresu záhadnou explozí, následovanou virovou epidemií, která nutila federální úřady zapečetit jediný most vedoucí k pevnině. Kvůli nárůstu násilí se zhroutila policie, což mělo za následek kolaps společnosti.

### Postavy
Hlavní postavou je Cole MacGrath, kurýr, který je obviněn ze spuštění výbuchu. Jeho nejbližší přítel Zeke Dunbar umožňuje Coleovi skrývat se na jeho střeše. Trish Daileyová, Coleova přítelkyně, ho opustí kvůli zlosti nad smrtí své sestry Amy. Většina obyvatel Empire City ho považuje za teroristu. Při pokusu o útěk z města kontaktuje Colea agentka FBI Moya Jonesová, který nabídne očistit své jméno, pokud jí pomůže najít jejího manžela, kolegu Johna Whitea. White zmizel, zatímco vyšetřoval skupinu známou jako "První Synové" (First Sons), kteří jsou považováni za zodpovědné za zorganizování exploze.

### Příběh
Během dodávky v historické čtvrti je Cole instruován k otevření balíčku. Přitom aktivuje zařízení známé jako Ray Sphere, které zničí šest městských bloků a Colea téměř zabije. Ten je zachráněn Zekem a Trish. Cole se později naučí ovládat své vznikající síly. Poté, co je použil na veřejnosti k potlačení útoku Reaperů, se místní obyvatelé obrátili proti Coleovi poté, co byl obviněn ze spuštění exploze. To ho nutilo skrýt se. On a Zeke se přidali k útoku na zapečetěný most, jež vedl na pevninu, ale ten byl přepaden vládními silami. Během něj se Cole setká s Moyou, která ho přesvědčí, aby se vrátil a našel Johna. S její pomocí Cole obnoví zásobování energie okresu a upoutá pozornost Sashy, vůdkyně Reaperů, která ho naláká do podzemního doupěte. Cole ji porazí, a ona je unesena Syny. Ve Warrenu později Cole pomáhá zbývajícím policistům v boji s Dust Mans. Jejich vůdce, Alden, je zatčen a uvězněn, ale Zekova neschopnost ho střežit umožňuje Dust Menům osvobodit ho a zmasakrovat většinu policejních důstojníků. Když Alden plánoval reaktivaci Ray Sphere, Zeke neodolal, opustil Coleho a odvezl spolu s Aldenem Ray Sphere Kesslerovi.
Cole později Aldena porazí na mostě, který vede do Historic District.Coleovi se později podaří vypátrat Whitea, který se ukáže být agentem NSA. White ale o Moye vůbec nic není a řekne Coleovi, že není ženatý. Během jejich hledání Ray Sphere Kessler veřejně vyzve Colea, aby zastavil sérii bombových útoků po celém Historic District a skončil tím, že byl nucen si vybrat mezi zachráněním Trish nebo jejích kolegů. Bez ohledu na to, co udělá, Cole nedokáže Trish zabránit v umírání. Odhodlaný potrestat Kesslera, Cole sleduje Ray Sphere ke vzdálenému molu, kde se musí rozhodnout, zda ji zničit nebo použít, aby se stal ještě silnějším. Bez ohledu na to Ray Sphere uvolní svou energii a zabije Johna.
Kessler pak vyzve Colea, aby se k němu připojil pro závěrečný boj na stejném místě, kde vybouchla první Ray Sphere. Kessler projevuje podobné, ne-li nadřazené schopnosti jako Cole. Kessler, který byl smrtelně zraněn masivním výbojem Coleovy energie, používá svůj poslední kousek síly k přenosu zprávy do Coleova mozku. V závěrečném zvratu se Kessler odhalil jako Cole z alternativní časové osy,kde vychovával rodinu s Trish. Budoucí Cole nezabránil stvoření nazvaném "The Beast" ve zničení lidstva a místo toho chránil jen svou rodinu, která i přes to zemřela. Když se budoucí Cole poslal zpět v čase, přijal jméno Kessler, zmocnil se kontroly nad Prvními Syny a s pomocí jejich zdrojů připravil své minulé já na budoucnost. Cole odsoudí Kesslera, ale uznává, že jeho činy daly jeho životu nový účel.
Na základě toho, jakou má Cole na konci InFamous úroveň karmy, jsou možná dvě zakončení. Pokud Cole porazí Kesslera jako hrdina, navrátí mír Empire City a je považován za spasitele. Je-li Cole padouch, dovolí Empire City vklouznout do chaosu a přehlíží Kesslerovo varování o The Beast a věří, že je nejsilnější bytostí, která kdy existovala.

## Vývoj
Infamous byl vyvinut společností Sucker Punch Productions, s týmem 60 lidí. Vývoj trval asi tři roky. Přestože se mohli rozhodnout požádat Sony o nezbytné finanční prostředky, aby zvětšili velikost týmu a dokončili hru za dva roky, producent Brian Fleming poznamenal, že vývojový přístup založený na iteraci Sucker Punch fungoval lépe s menší velikostí týmu.

## Přijetí
Hra získala nadprůměrná hodnocení.
| Agregátor    | Skóre   |
| ------------ | ------- |
| GameRankings | 86,17 % |
| Metacritic   | 85/100  |

| Udělil        | Skóre  |
| ------------- | ------ |
| 1Up.com       | A−     |
| Edge          | 7/10   |
| Eurogamer     | 7/10   |
| Game Informer | 9/10   |
| GameSpot      | 9.0/10 |
| Giant Bomb    | [ 10 ] |
| IGN           | 9,2/10 |
| X-Play        | [ 12 ] |

| Udělil             | Cena                                          |
| ------------------ | --------------------------------------------- |
| IGN                | nejlepší scénář                               |
| Golden Game Awards | celkově nejlepší hra roku a nejlepší herectví |
| Eurogamer          | nejlepší akční/dobrodružná hra                |
| PixlBit            | studio roku                                   |